# Степная агама

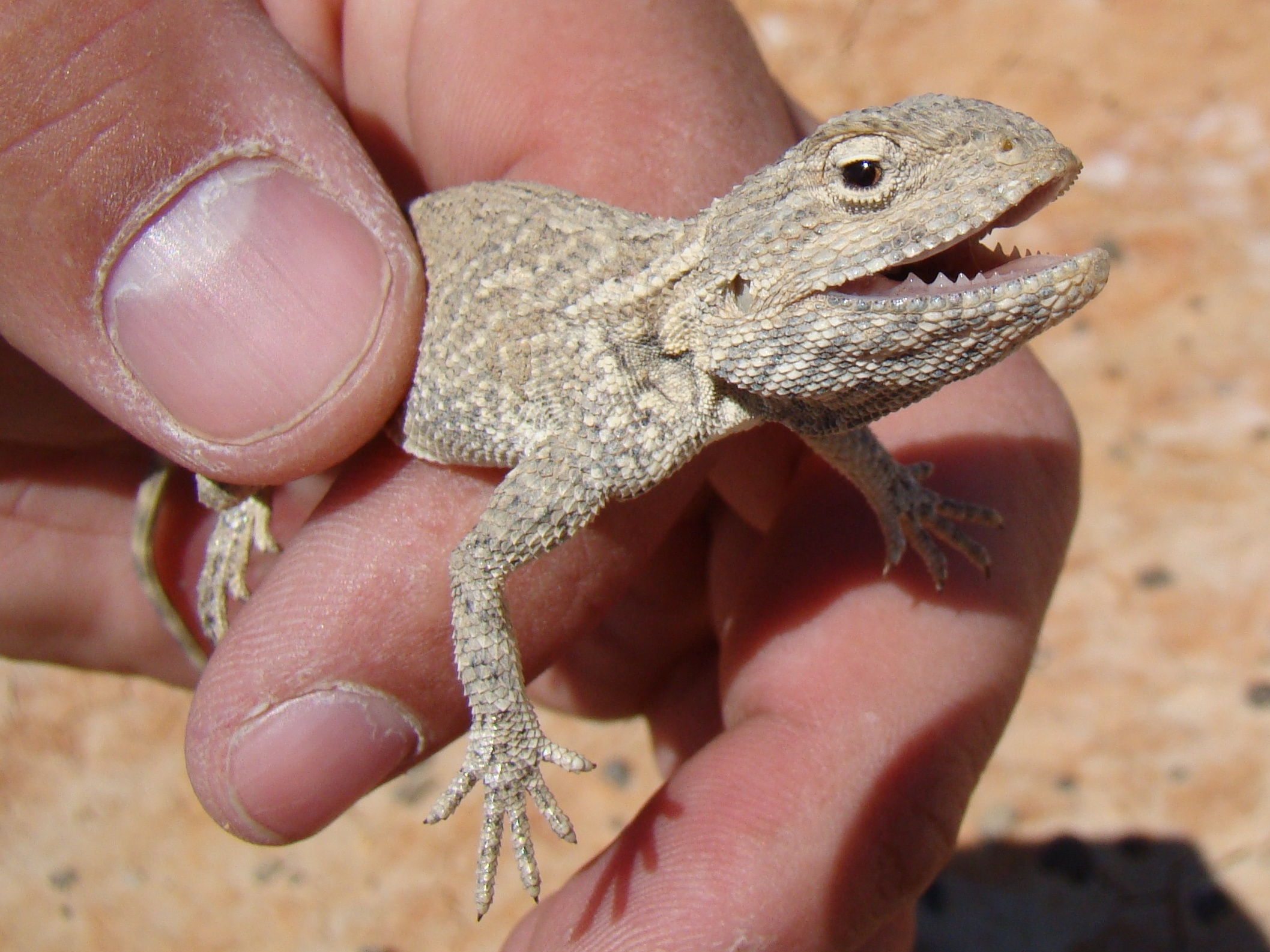

Степная агама (лат. Trapelus sanguinolentus) — ящерица из семейства агамовых.

## Описание
Общая длина степной агамы не превышает 30 см, при длине туловища с головой до 12 см, хвост в 1,3—2 раза длиннее тела. Масса тела до 45 г (по другим данным до 62 г). В Предкавказье агамы более мелкие по сравнению со среднеазиатскими: длина их тела до 8,5 см, масса до 27 г. Взрослые самцы заметно длиннее самок, имеют преанальную мозоль. Верхние головные щитки слегка выпуклые, неребристые. Затылочный щиток, на котором размещён теменной глаз, такого же размера как окружающие щитки. Ноздри находятся в задней части носовых щитков и сверху почти не видны. Верхнегубных щитков 15—19. Хорошо выражено небольшое наружное ушное отверстие, в глубине которого расположена барабанная перепонка. Над ним находятся 2—5 удлиненных шиповатых чешуйки. Чешуя туловища однородная (этим степная агама отличается от близкородственной руинной агамы), ромбовидная, ребристая, только на горле гладкая, спинная крупная, с острыми шипиками, хвостовые расположены косыми рядами и не образуют поперечных колец.
Окраска молодых агам сверху светло-серая с проходящим вдоль хребта рядом светло-серых более или менее овальных пятен, распространяющихся на основание хвоста, и двумя рядами таких же вытянутых в длину пятен по бокам туловища. Между пятнами соседних рядов расположены более крупные тёмно-коричневые или тёмно-серые пятна. На верхней стороне ног и на хвосте имеются нерезкие более тёмные поперечные полосы. С наступлением половозрелости окраска меняется, и взрослые ящерицы становятся серого или желтовато-серого цвета. У самцов тёмные пятна почти полностью исчезают, а светло-серые темнеют, у самок в целом сохраняется ювенильная расцветка.

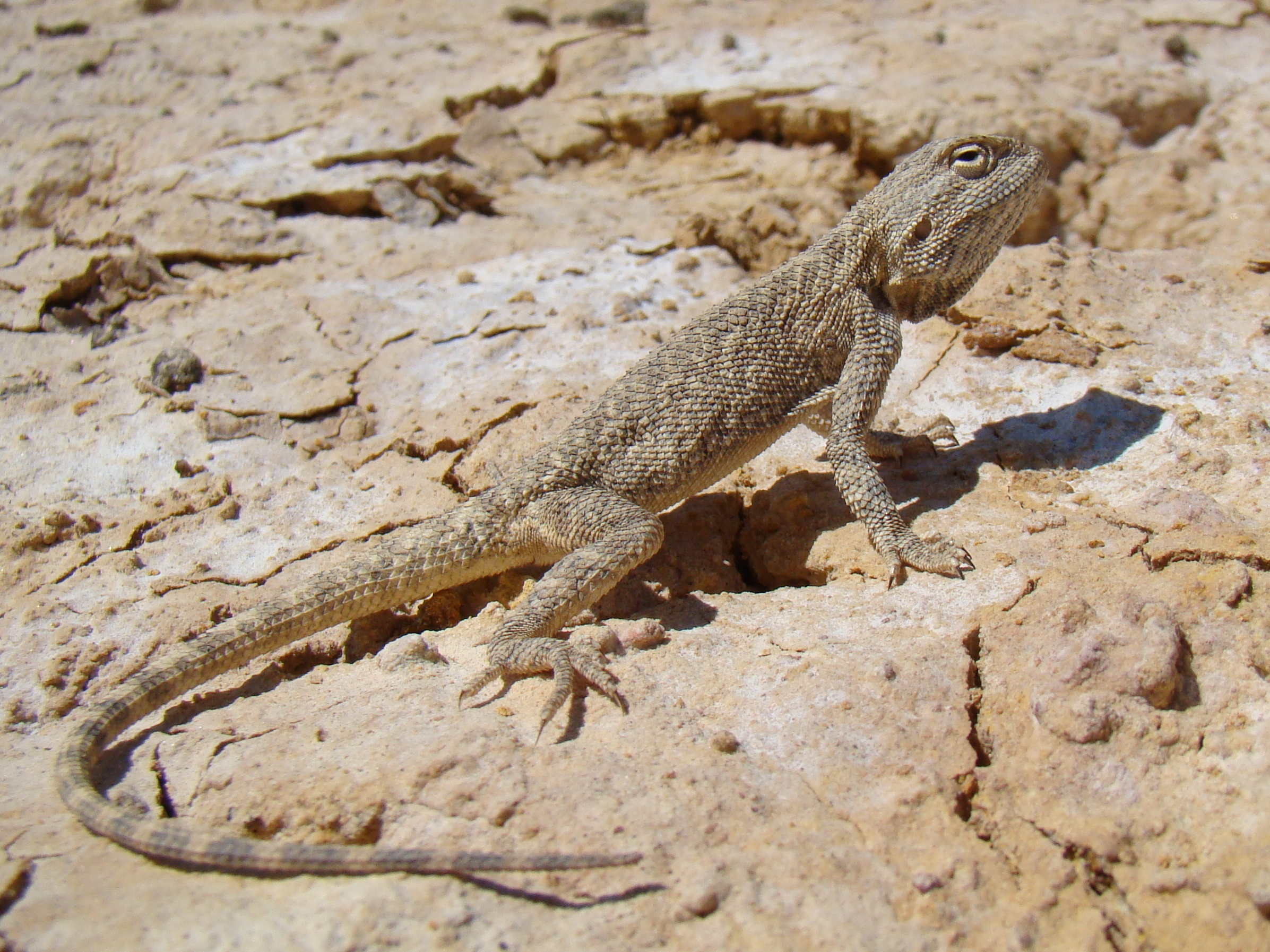

При повышении температуры, а также в возбуждённом состоянии окраска взрослых агам изменяется и становится очень яркой. При этом наблюдаются явный половой диморфизм в окраске. У самцов горло, брюхо, бока и конечности становятся тёмно- или даже чёрно-синими, на спине появляются кобальтово-синие пятна, а хвост приобретает ярко-жёлтую или оранжево-жёлтую окраску. Самки становятся голубовато- или зеленовато-желтыми, тёмные пятна на спине оранжевыми или ржаво-оранжевыми, а ноги и хвост приобретают такую же, как у самцов, но менее яркую расцветку. Однако у агам из Предкавказья описанные цветовые различия между полами отсутствуют.

## Ареал и места обитания
Степная агама распространена в пустынях и полупустынях Восточного Предкавказья (Россия), Южного Казахстана, Средней Азии, Северном и Северо-Восточном Иране, Северном Афганистане, Северо-Западном Китае. В Средней Азии северная граница ареала проходит от восточного побережья Каспийского моря немного южнее реки Эмбы, огибает с юга Мугоджарские горы и через низовья реки Тургай и долину среднего течения реки Сарысу опускается к северному побережью озера Балхаш, достигая далее предгорий Тарбагатая. По долинам рек проникает в предгорья Тянь-Шаня и Памиро-Алая, встречаясь в окрестностях городов Ош в Киргизии и Чубек в Юго-Западном Таджикистане.
Обитает в песчаных, глинистых и каменистых пустынях и полупустынях, предпочитая места с кустарниковой или полудревесной растительностью. Встречается также на пологих каменистых склонах в предгорьях (в Копетдаге известна до высоты 1200 м над уровнем моря), по окраинам слабо закреплённых песков, по берегам рек и в тугайных лесах, часто в непосредственной близости от воды, вблизи населённых пунктов и по обочинам дорог.
В азиатской части ареала степная агама принадлежит к числу наиболее обычных ящериц степей и пустынь, её средняя численность составляет около 10 особей/га, весной в колониях песчанок до 60. В Восточном Предкавказье ареал этого вида очень небольшой и постоянно сокращается, численность низкая, что связано с довольно суровыми для степных агам климатическими условиями и интенсивным антропогенным воздействием.

## Образ жизни
После зимовки степные агамы появляются в середине февраля — начале апреля в зависимости от района распространения, самцы выходят из зимних убежищ раньше самок. Уходят на зимовку в конце октября. Весной и осенью ящерицы активны в середине дня, летом в утреннее и вечернее время. Периоды максимальной активности взрослых и молодых особей обычно не совпадают. Ловко лазая по стволам и веткам, агамы часто взбираются на ветви кустарников, предохраняясь от перегрева на раскалённом песке в жаркое время дня и спасаясь от врагов, самцы обозревают свой участок, защищая его от вторжения других самцов. В восточных Каракумах они иногда даже ночуют на кустах. Способны перепрыгивать с ветки на ветку на расстояние до 80 см. По земле агамы бегают очень быстро, держа тело приподнятым на вытянутых ногах и не касаясь хвостом земли. В селениях их можно видеть бегающими по вертикальным поверхностям глинобитных и каменных заборов и стенам построек. В качестве убежищ степные агамы используют норы песчанок, тушканчиков, сусликов, ежей, черепах, пустоты под камнями и трещины в грунте. Реже они вырывают собственные норы, располагающиеся между корнями или у основания камней. Каждая взрослая ящерица обладает сравнительно небольшим по величине участком обитания, за пределы которого выходит очень редко. Демонстрационное поведение включает приседания в сочетании с ритмичными кивками головой.

## Питание
Степная агама питается в основном разнообразными насекомыми, преимущественно жуками и муравьями, а также пауками, многоножками, мокрицами и сочными частями растений, в частности цветками, листьями и стеблями. Насекомых ящерицы ловко захватывают клейким языком.

## Размножение
Половозрелость наступает на втором году жизни при длине тела 6,5—8,0 см. В период размножения половозрелые самцы поднимаются на верхние ветви кустов, откуда хорошо просматривается их территориальный участок. При появлении соперника хозяин стремительно спускается ему навстречу и прогоняет пришельца. В этот период самцы и самки обычно держатся парами, на участке самца живёт одна, реже две или три самки. Спаривание обычно происходит в апреле. В конце апреля — начале июня самка в выкопанную в рыхлом грунте конусовидную ямку 3—5 см глубиной или в нору откладывает яйца. Объём кладки зависит от возраста самки. Возможны 1—2 повторные кладки за сезон. Вторая кладка в Средней Азии происходит в середине июня — начале июля, третья, если она имеется, — в середине — конце июля. За сезон самка тремя-четырьмя порциями откладывает 4—18 яиц размером 9—13 х 18—21 мм. Инкубационный период длится 50—60 суток, молодые ящерицы длиной 29—40 мм и массой 0,95—2,22 г появляются со второй половины июня до поздней осени.

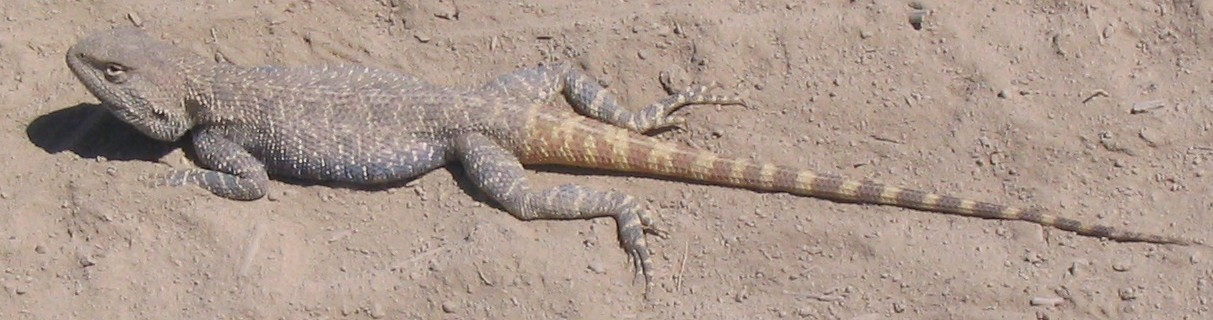
Степная агама подвида Trapelus sanguinolentus aralensis из Приаралья Казахстана.

## Подвиды
- Trapelus sanguinolentus sanguinolentus — номинативный подвид, обитает в России в Восточном Предкавказье изолированно от основного ареала в пределах Чечни, Дагестана (Ногайская степь) и Ставропольского края;
- Trapelus sanguinolentus aralensis — восточнокаспийский подвид, распространён на всём остальном обширном ареале вида.

Типовая территория вида: Кум-Анкатар в долине Терека.

## Содержание в неволе
Степных агам содержат в террариумах горизонтального типа при температуре +28…+30 °C днём (под обогревателем до +35 °C), +20…+25 °C ночью и низкой влажности. В качестве грунта используется песок с увлажнением снизу. Обязательно размещаются ветки, на которых агамы проводят много времени. Так как самцы в брачный период очень драчливы, степных агам лучше содержать группами из одного самца и нескольких самок. Кормят в основном насекомыми, а также яблоками, апельсинами, бананами, салатом и ростками овса, которые они также хорошо поедают. Спаривание в марте — мае. Начиная с апреля 2—3 порциями самки откладывает 4—18 яиц. Таким образом, беременность длится около 40 суток. Инкубация яиц при температуре +27…+28 °C длится 50—52 дня.

## Фото

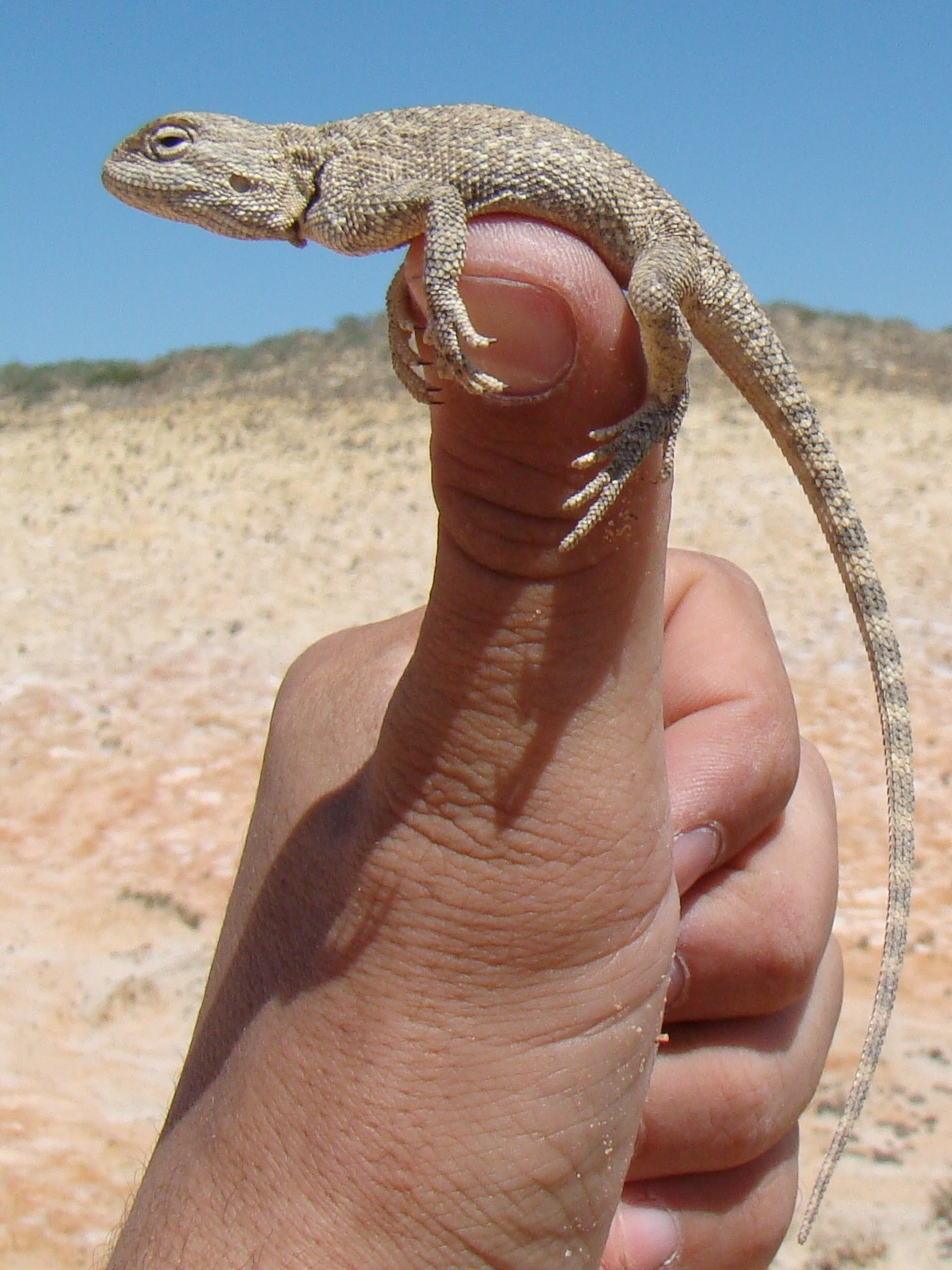
Молодая степная агама
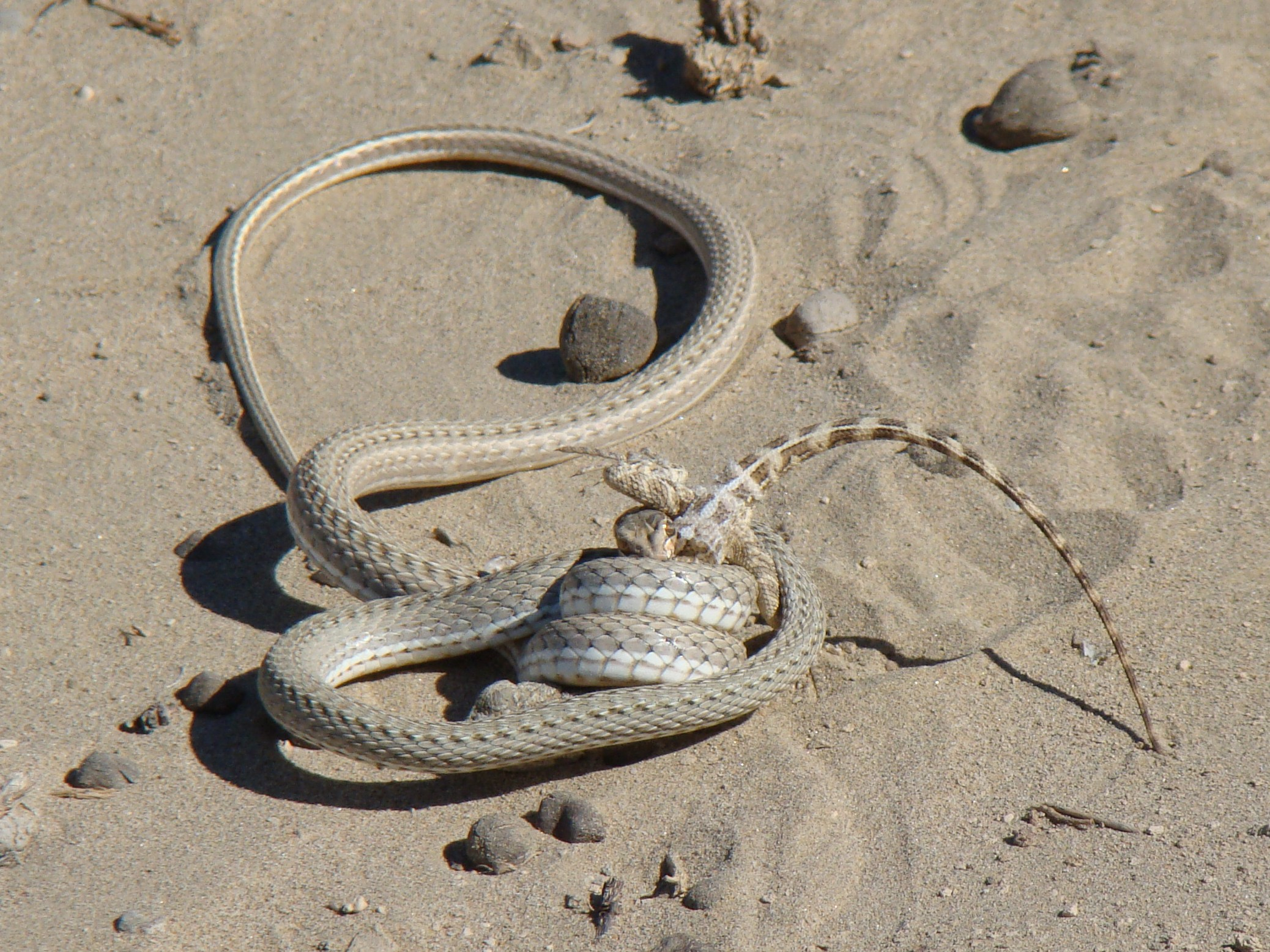
Молодая агама, схваченная стрелой-змеей, Южный Казахстан
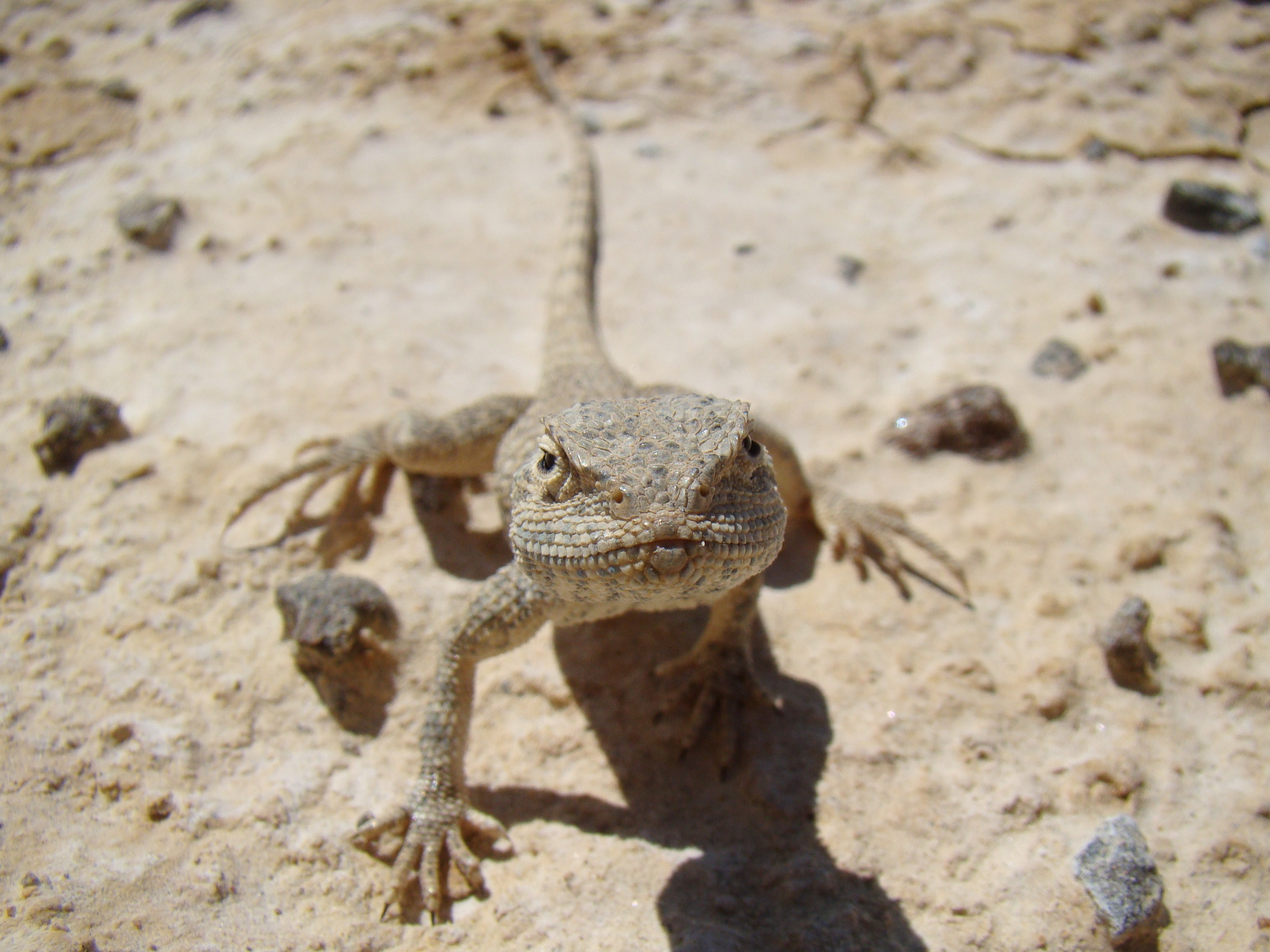
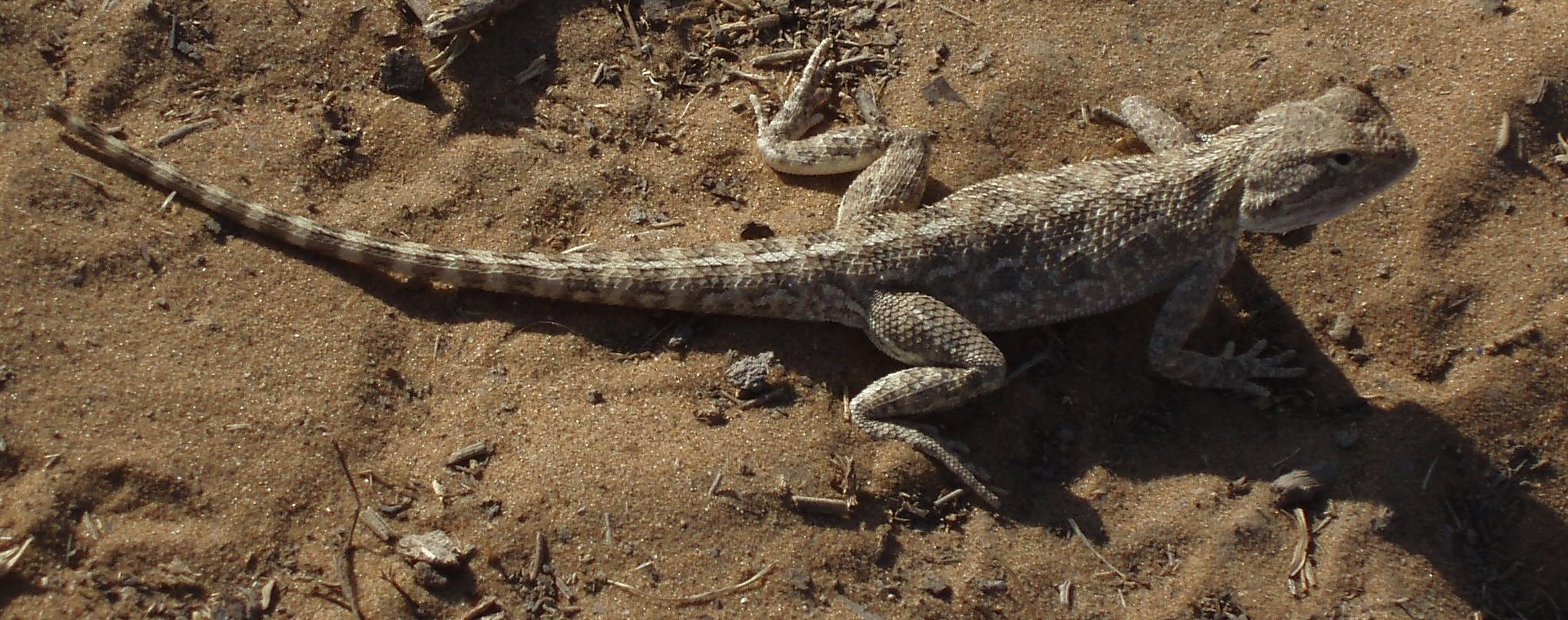
Степная агама, окрестности озера Айдаркуль, Узбекистан
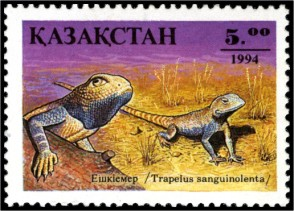
Марка Казахстана, 1994 г.